# Jinjiang Park

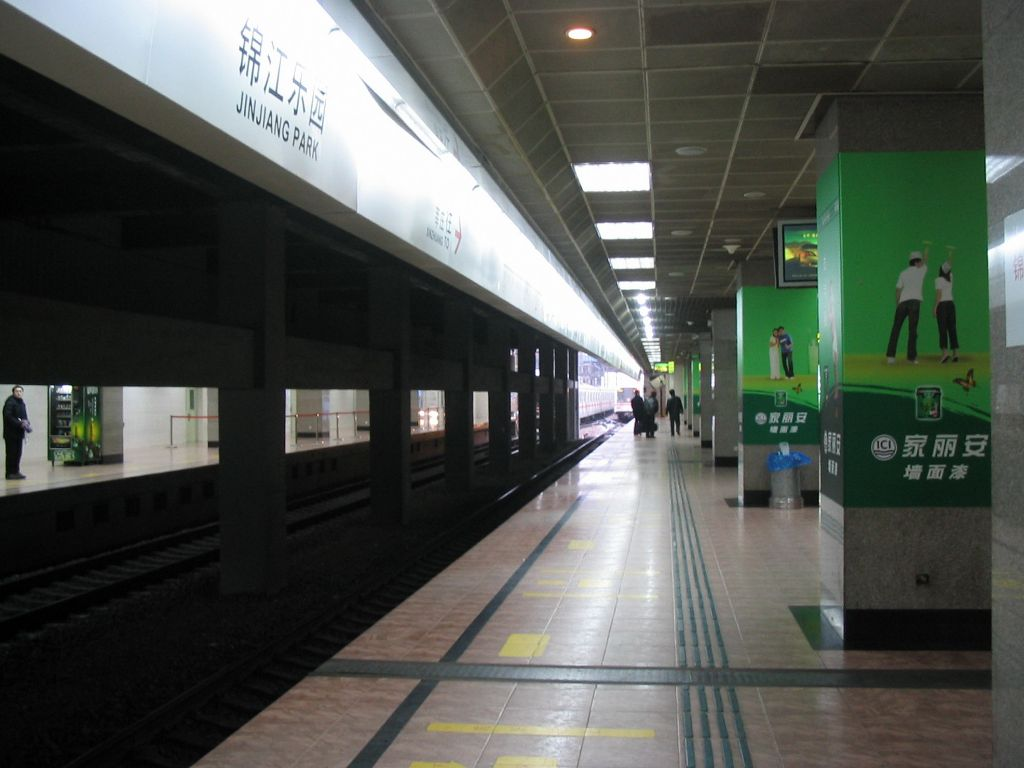

Jinjiang Park (锦江乐园站) is een station van de metro van Shanghai. Het station is onderdeel van het zuidelijke deel van lijn 1. Gedurende de tijd dat de metrolijn nog proefdraaide was dit station het zuidelijke eindpunt van de lijn. Voor de opening zijn nog drie andere stations toegevoegd aan de lijn: Lianhua Road, Waihuan Road en Xinzhuang.
Fujin Road · West Youyi Road · Bao'an Highway · Gongfu Xincun · Hulan Road · Tonghe Xincun · Gongkang Road · Pengpu Xincun · Wenshui Road · Shanghai Circus World · Yanchang Road · North Zhongshan Road · Station Shanghai · Hanzhong Road · Xinzha Road · People's Square · South Huangpi Road · South Shaanxi Road · Changshu Road · Hengshan Road · Xujiahui · Shanghai Indoor Stadium · Caobao Road · Station Shanghai-Zuid · Jinjiang Park · Lianhua Road · Waihuan Road · Xinzhuang

Lijnen van de metro van Shanghai: 1 · 2 · 3 · 4 · 5 · 6 · 7 · 8 · 9 · 10 · 11 · 12 · 13 · 14 · 15 · 16 · 17 · 18 · Pujiang Line